# Museo ebraico della Svizzera
Il Museo ebraico della Svizzera è un museo svizzero con sede a Basilea, inaugurato nel 1966, che presenta la storia religiosa e quotidiana della comunità ebraica di Basilea e della Svizzera.
È stato il primo museo ebraico dell'area di lingua tedesca ad essere fondato dopo la seconda guerra mondiale.

## Storia
Il Museo ebraico della Svizzera a Basilea è stato aperto nel 1966. L'iniziativa è nata da membri dell'Esperance (una chevra Kadisha) che si sono recati a Colonia in Germania per vedere la mostra «Monumenta Judaica» nel 1963/64. Hanno scoperto che molti degli oggetti rituali esposti provenivano dalla collezione ebraica di Basilea e hanno deciso di esporre questi oggetti in modo permanente in un museo ebraico a Basilea.
Al momento dell'apertura, il museo occupava due sale nella Kornhausgasse 8. L'architetto d'interni Christoph Bernoulli ha arredato lo spazio in stile «oggettivo». Il direttore fondatore, la dottoressa Katia Guth-Dreyfus, ha guidato il museo per quattro decenni. Nel 2010 è stata sostituita dalla Dott.ssa Gaby Knoch-Mund e nel 2015 la Dott.ssa Naomi Lubrich ha assunto la direzione del museo.

## Collezione
I primi oggetti presentati nella mostra del Museo Ebraico sono stati la Judaica raccolta dal Museo Svizzero del Folclore (oggi Museo der Kulturen a Basilea). Dopo il 1966, la collezione del museo si è arricchita di oggetti provenienti da Basilea e dall'Alto Reno, dai due villaggi di Endingen e Lengnau nella Surbtal in Argovia, centri della vita ebraica in Svizzera sino all'emancipazione del 1876, nonché dal resto della Svizzera e dall'Europa. Alla collezione sono stati aggiunti oggetti rituali, arte e cultura quotidiana dal Medioevo ai giorni nostri.
Tra i pezzi forti della collezione del museo vi sono oggetti d'argento da cerimonia, tessuti riccamente ricamati dal XVII al XX secolo e documenti della storia culturale degli ebrei della Svizzera. Le monumentali lapidi medievali e le incisioni ebraiche di Basilea sono importanti testimonianze storiche. I documenti sui congressi sionisti a Basilea e le lettere originali di Theodor Herzl, l'autore di «Lo Stato ebraico», dimostrano che Basilea è una città che ha saputo influenzare la politica mondiale. Il museo raccoglie anche oggetti contemporanei: Judaica, arte e oggetti di uso quotidiano.